# Ōita (ciutat)
Ōita (大分市, Ōita-shi) és la capital de la prefectura d'Ōita, a l'illa de Kyushu, al Japó. Situada a la costa nord-oriental de l'illa, és una ciutat industrial (indústria paperera i tèxtil) i agrícola (arròs, blat). També compta amb mines d'argent i estany.

## Ciutats agermanades
- Aveiro, Portugal
- Wuhan, Xina
- Austin, Texas, Estats Units d'Amèrica
- Guangzhou, Xina
- Vitória, Brasil